# Olimpiada szachowa 2000
| 34. Olimpiada szachowa Stambuł 2000 |
| 1998 2002                           |

Olimpiada szachowa 2000 – zawody rozegrane w Stambule w dniach 28 października – 12 listopada 2000 roku. Odbyły się zarówno w konkurencji kobiet, jak i mężczyzn.

## 34. olimpiada szachowa mężczyzn
Wyniki końcowe (126 drużyn, system szwajcarski, 14 rund).
| Miejsce | Kraj               | Punkty |
| ------- | ------------------ | ------ |
| 1       | Rosja              | 38     |
| 2       | Niemcy             | 37     |
| 3       | Ukraina            | 35½    |
| 4       | Węgry              | 35½    |
| 5       | Izrael             | 34½    |
| 6       | Gruzja             | 34     |
| 7       | Anglia             | 33     |
| 8       | Chiny              | 33     |
| 9       | Uzbekistan         | 33     |
| 10      | Słowenia           | 33     |
| 11      | Szwajcaria         | 33     |
| 12      | Indie              | 33     |
| 13      | Macedonia Północna | 33     |
| 14      | Bułgaria           | 32½    |
| 15      | Polska             | 32½    |
| 16      | Francja            | 32½    |

| Miejsce | Kraj                 | Punkty |
| ------- | -------------------- | ------ |
| 17      | Armenia              | 32     |
| 18      | Bośnia i Hercegowina | 32     |
| 19      | Hiszpania            | 32     |
| 20      | Kuba                 | 32     |
| 21      | Grecja               | 32     |
| 22      | Jugosławia           | 32     |
| 23      | Estonia              | 32     |
| 24      | Dania                | 32     |
| 25      | Filipiny             | 32     |
| 26      | Stany Zjednoczone    | 31½    |
| 27      | Białoruś             | 31½    |
| 28      | Słowacja             | 31½    |
| 29      | Rumunia              | 31½    |
| 30      | Litwa                | 31½    |
| 31      | Kanada               | 31½    |
| 32      | Szkocja              | 31½    |

| Miejsce | Medaliści + skład reprezentacji Polski                                                                                    |
| ------- | --- |
| 1       | Aleksander Chalifman, Aleksander Moroziewicz, Piotr Swidler, Siergiej Rublewski, Konstantin Sakajew, Aleksander Griszczuk |
| 2       | Artur Jusupow, Robert Hübner, Rustem Dautow, Christopher Lutz, Klaus Bischoff, Thomas Luther                              |
| 3       | Wasyl Iwanczuk, Rusłan Ponomariow, Wołodymyr Bakłan, Wjaczesław Ejnhorn, Ołeh Romanyszyn, Wadym Małachatko                |
|         | Michał Krasenkow, Tomasz Markowski, Bartłomiej Macieja, Bartosz Soćko, Robert Kempiński, Paweł Blehm                      |

## 34. olimpiada szachowa kobiet
Wyniki końcowe (86 drużyn, system szwajcarski, 14 rund).
| Miejsce | Kraj       | Punkty |
| ------- | ---------- | ------ |
| 1       | Chiny      | 32     |
| 2       | Gruzja     | 31     |
| 3       | Rosja      | 28½    |
| 4       | Ukraina    | 27     |
| 5       | Jugosławia | 26     |
| 6       | Holandia   | 25½    |
| 7       | Węgry      | 25     |
| 8       | Niemcy     | 25     |
| 9       | Anglia     | 25     |
| 10      | Armenia    | 24½    |

| Miejsce | Kraj              | Punkty |
| ------- | ----------------- | ------ |
| 11      | Rumunia           | 24½    |
| 12      | Mołdawia          | 24     |
| 13      | Indie             | 24     |
| 14      | Polska            | 24     |
| 15      | Stany Zjednoczone | 24     |
| 16      | Bułgaria          | 23½    |
| 17      | Kuba              | 23½    |
| 18      | Łotwa             | 23½    |
| 19      | Kazachstan        | 23     |
| 20      | Izrael            | 23     |

| Miejsce | Medalistki + skład reprezentacji Polski                                         |
| ------- | ------------------------------------------------------------------------------- |
| 1       | Xie Jun, Zhu Chen, Xu Yuhua, Wang Lei                                           |
| 2       | Maja Cziburdanidze, Nana Ioseliani, Nino Churcidze, Nino Gurieli                |
| 3       | Alisa Gallamowa, Jekatierina Kowalewska, Swietłana Matwiejewa, Tatiana Stiepowa |
|         | Monika Soćko, Iweta Radziewicz, Joanna Dworakowska, Marta Zielińska             |